# Геттінгенський симфонічний оркестр

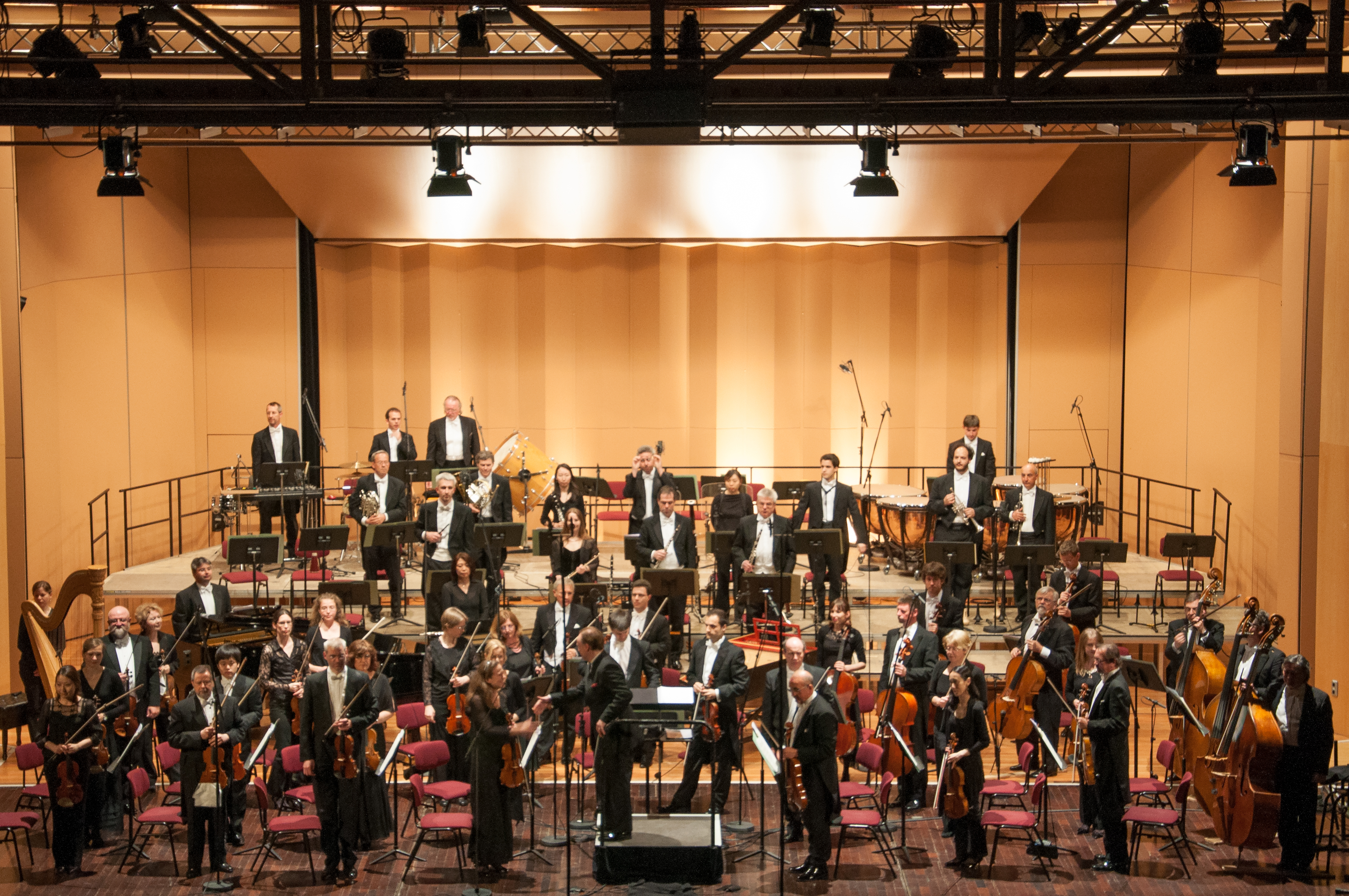
Геттінгенський симфонічний оркестр на Міжнародному генделівському фестивалі 2013 року

Геттінгенський симфонічний оркестр (нім. Göttinger Symphonie Orchester) — німецький симфонічний оркестр, що базується в Геттінгені.

## Короткий опис
Заснований у 1862 році і дав свій перший концерт 5 листопада. Спочатку називався Капеллою Шмахта (нім. Schmachtsche Kapelle), на ім'я свого першого керівника Августа Фердинанда Шмахта. Надалі працював при міському театрі як оперний; 1932 року з нагоди постановки опери «Кавалер троянди» оркестром диригував Ріхард Штраус .
У 1951 році адміністрація Геттінген спробувала закрити оркестр з фінансових причин, проте керівник оркестру Гюнтер Вайссенборн знайшов можливість зберегти колектив як незалежний; після відокремлення від міського театру оркестр отримав нинішню назву.
Оркестр дає близько 100 концертів на рік і багато гастролює регіоном. Перший запис оркестру — концертне виконання «Апокаліпсису за Святим Іоанном» Жана Франсе — отримав у 1997 році високу оцінку.
Оркестр тісно пов'язаний з Генделівським фестивалем, що проходить у Геттінгені з 1920 року.

## Керівники оркестру
- Август Фердинанд Шмахт (1862—1886)
- Рудольф Буллеріан (1886—1890)
- Едуард Густав Вольшке (1890—1904)
- Вальтер Мундрі (1904—1912)
- Філіп Вернер (1913—1921)
- Гайнц Швір (1922—1932)
- Герберт Шарльє (1932—1933)
- Герман Генце (1933—1934)
- Фріц Фолькман (1934—1935)
- Ганс Ленцер (1935—1936)
- Вернер Еллінгер (1936—1937)
- Карл Матьє Ланге (1937—1943)
- Вернер Біттер (1943—1946)
- Фріц Леман (1946—1950)
- Гюнтер Вайссенборн (1950—1957)
- Бела Холлаї (1957—1962)
- Отмар Мага (1962—1967)
- Андреас Лукачі (1968—1974)
- Фолькер Шмідт-Гертенбах (1974—1989)
- Крістіан Сімоніс (1990—2005)
- Крістоф Матіас Мюллер (з 2005)